# Aloe tomentosa
Aloe tomentosa es una especie de planta suculenta de la familia de los aloes. Es originaria del norte de Yemen.

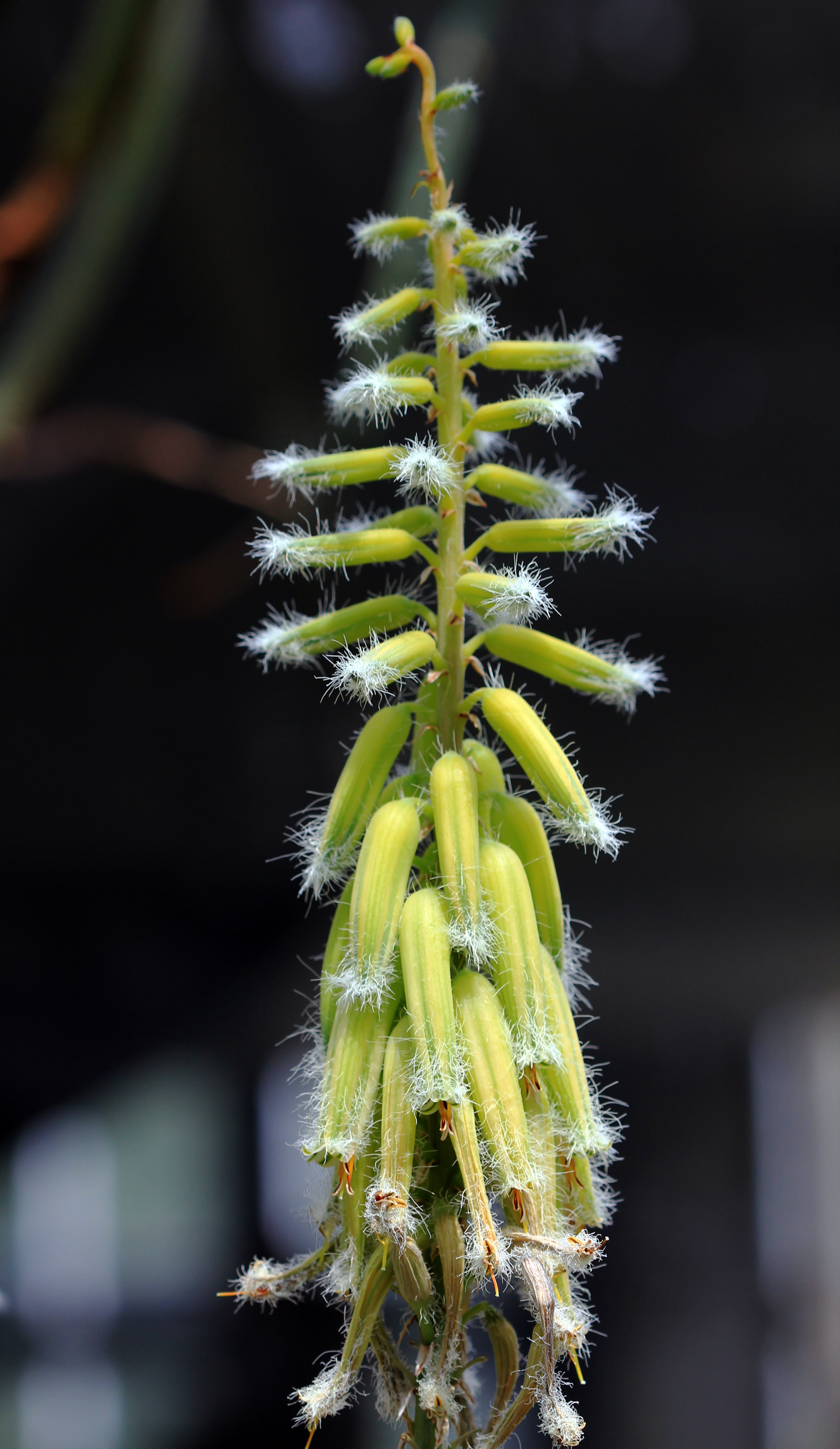
Flor

## Descripción
Aloe tomentosa forma grupos densos. El tallo es corto con las hojaslanceoladas deltoides que forman densas rosetas. La lámina es de color gris-verde, impregnada de rojizo y mide aproximadamente 35 cm de largo y 9 cm de ancho. Los dientes son romos y estrechos, de color marrón rosado, el borde de la lámina es cartilaginosa  de 0,5 a 1 mm de longitud.  El jugo de la hoja es de color amarillo claro seco. La inflorescencia consiste en tres o cuatro ramas y alcanza una longitud de 60 a 70 centímetros.  Las flores son de 24-28 mm de largo y redondeadas en su base con un diámetro de 7 a 8 milímetros. Además se estrechan ligeramente. 

## Taxonomía
Aloe tomentosa fue descrita por Albert Deflers y publicado en Voyage au Yemen 211, en el año 1889.
Etimología
Ver: Aloe
tomentosa: epíteto latino  que significa "peludo".